# 南师古
南师古（英语：Nam Sago，韩语：남사고，1509—1571）是朝鲜王朝时期的学者。他精通易学、风水、天文、占卜和相术。他一生的前半段作为游学学者，游历全国各地名山以寻找吉祥之地。他以格庵（韩语：격암）之名，因创作具有预言性质的诗歌和散文而闻名。晚年，他曾担任观象监的天文学教授（韩语：천문학 교수）。

## 记载
在宣祖统治时期，《朝鲜王朝实录》中的记载南师古被引述为风水专家，例如1593年1月12日的第三篇文章（关于天命和占卜），或1600年7月26日的第一篇文章（关于选择和建造陵寝）。然而，在英祖统治时期，1733年8月18日的文章第4条将南师古的作品与一桩刑事案件联系起来，1733年8月26日的第二篇文章则讨论了因与郭处雄事件相关而禁止其作品的情况。实际上，朝鲜王朝试图在官方认可的中国风水文本和朝鲜本土带有政治色彩的风水之间建立区分。

## 作品
南师古被认为是《南师古秘诀》（남사고비결）的作者，以及《十胜地》（십승지），即“根据南氏格庵风水理论选择的十处吉祥受保护之地”。这两本著作被收录于《郑鉴录》中，据信该书可能是在1600至1650年间编纂的。
相反，已经证明李道殷在1977年发布的所谓《格庵遗录》（南师古预言）只是伪作，实际上是在预言事件发生后编写的。

## 引注
1. ↑  . m.terms.naver.com.   [2024-10-02] （韩语）.
2. 1 2  .
3. ↑   （102页）.
4. ↑   （234页-236页）.
5. ↑   （236-238）.
6. ↑   （57页）.

## 來源
- Doopedia  [Nam Sago]. .

- EncyKor  [Nam Sago]. .

- EncyKor  [Gwak Cheo-ung poster case]. .

- OTD Academy of Korean Studies (编).  . 2011-01-07.

- Jeong Sin-yeong.  [Ten hidden places recorded in Jeonggamrok]. The Chosun Ilbo. 2015-01-08  [2024-12-19] （韩语）.

- Jorgensen: . 由John Jorgensen翻译. Hawaii University Press. 2018. ISBN 9780824875381., 451 pages

- Pratt, Keith L.; Rutt, Richard; Hoare, James. . Routledge/Curzon. September 1999. ISBN 978-0-7007-0464-4., 594 pages

- Kim Hawon 김하원.  . 인언 (Ineon, Seoul). 2004. ISBN 9788995510018., 440 pages

- Kim Hawon 김하원.  . 미리언 출판사 (Milian). 1995. ISBN 9788985700085., 294 pages